# Atos SE
Atos Origin är världens elfte största IT-bolag och förmodligen det största Europa-baserade. Man har mer än 47 000 anställda (2006) och en omsättningen på 5,5 miljarder euro (2005).
Atos Origin bildades genom en sammanslagning av Franska Atos och nederländska Origin (dotterbolag till Philips). Bolaget är noterat på Parisbörsen. 2005 lämnade Atos Origin den svenska marknaden när man sålde den nordiska enheten till WM-data.
Under de senaste åren Atos har varit föremål för en hel del kontroverser i Storbritannien. 